# Combat de Granville
 (février 2025).
La mise en forme du texte ne suit pas les recommandations de Wikipédia : il faut le « wikifier ».
Les points d'amélioration suivants sont les cas les plus fréquents :
- Les titres sont pré-formatés par le logiciel. Ils ne sont ni en capitales, ni en gras.
- Le texte ne doit pas être écrit en capitales (les noms de famille non plus), ni en gras, ni en italique, ni en « petit »…
- Le gras n'est utilisé que pour surligner le titre de l'article dans l'introduction, une seule fois.
- L'italique est rarement utilisé : mots en langue étrangère, titres d'œuvres, noms de bateaux, etc.
- Les citations ne sont pas en italique mais en corps de texte normal. Elles sont entourées par des guillemets français : « et ».
- Les listes à puces sont à éviter, des paragraphes rédigés étant largement préférés. Les tableaux sont à réserver à la présentation de données structurées (résultats, etc.).
- Les appels de note de bas de page (petits chiffres en exposant, introduits par l'outil «  Source ») sont à placer entre la fin de phrase et le point final[comme ça].
- Les liens internes (vers d'autres articles de Wikipédia) sont à choisir avec parcimonie. Créez des liens vers des articles approfondissant le sujet. Les termes génériques sans rapport avec le sujet sont à éviter, ainsi que les répétitions de liens vers un même terme.
- Les liens externes sont à placer uniquement dans une section « Liens externes », à la fin de l'article. Ces liens sont à choisir avec parcimonie suivant les règles définies. Si un lien sert de source à l'article, son insertion dans le texte est à faire par les notes de bas de page.
- La présentation des références doit suivre les conventions bibliographiques. Il est recommandé d'utiliser les modèles {{Ouvrage}}, {{Chapitre}}, {{Article}}, {{Lien web}} et/ou {{Bibliographie}}. Le mode d'édition visuel peut mettre en forme automatiquement les références.
- Insérer une infobox (cadre d'informations à droite) n'est pas obligatoire pour parachever la mise en page.

Pour une aide détaillée, merci de consulter Aide:Wikification.
Si vous pensez que ces points ont été résolus, vous pouvez retirer ce bandeau et améliorer la mise en forme d'un autre article.
Le combat de Granville est une bataille navale du Premier Empire qui s'est déroulée le 16 juillet 1805 au sud de l'Île Chausey, au large du Cotentin.

## Contexte
Alors que la France se préparait à envahir l’Angleterre et concentrait son Armée des côtes de l'Océan dans la région de Boulogne, le ralliement à Boulogne, Etaples, Wimereux et Ambleteuse de plus de 2 000 embarcations de débarquement expédiées de tous les points des côtes de France et de Hollande donna lieu à plusieurs batailles navales dont la majorité se soldèrent par une victoire française. Aussi, malgré leurs efforts les Britanniques ne purent empêcher la mise en place de la flottille de Boulogne.

## Déroulé
Le combat oppose une flottille de sept canonnières commandées par le capitaine de frégate Collet à deux bricks de la Royale Navy (Le HMS TEAZER [10 caronades et 4 canons de 18] et le HMS PLUMPER [12 caronades et 2 canons de 18]).
Le capitaine de vaisseau Jacob, qui devint plus tard contre-amiral, était chargé de diriger et d'accélérer les mouvements des divisions de la flottille de Saint-Malo à Cherbourg. De Granville, Jacob aperçut, le 15 juillet au soir, deux corvettes anglaises mouillées à 17 km au large, près des îles Chausey. Jugeant que le temps serait calme durant la nuit, il résolut d'envoyer attaquer ces bâtiments par une section de la flottille en relâche au port de Granville. En conséquence, il donna l’ordre au capitaine de frégate Collet de sortir avec sept canonnières et de se porter à la rame sur les bâtiments anglais pour les prendre d'assaut.
L'attaque se fit de nuit et à la rame afin de profiter au maximum de l’effer de surprise. Collet partit à l'entrée de la nuit. À 2 h 30, le 16, il se trouva à portée de canon des deux bricks qui ouvrirent le feu en demeurant à l'ancre. Les canonnières continuèrent de ramer sur eux pour les aborder, mais le courant ne leur permettait pas d'approcher suffisamment. Elles ripostèrent au feu anglais lorsqu'elles furent à un quart de portée. La canonnade se soutint avec violence durant une heure, au terme de laquelle le HMS PLUMPER amena son pavillon. Le HMS TEASER, obligé de résister seul aux canonnières, n'aurait pas tardé à se rendre également, si un renversement de la marée n'était venu écarter les barques françaises, dont les rameurs étaient d’ailleurs épuisés, ayant manié l’aviron pendant toute la nuit. Collet fit alors mouiller ses canonnières et procura ainsi aux équipages un repos avant de recommencer la bataille.
À 6 h, le courant était devenu moins fort. Collet fit lever l'ancre et se dirigea sur le HMS TEASER qu’il recommença à canonner avec vigueur. À 7h, le HMS TEASER mit à la voile, mais le calme ne lui permettant pas de partir et les canonnières étant parvenues à portée de pistolet, il amena lui aussi son pavillon. À 14h les français rentrèrent triomphalement à Granville avec leurs deux prises.

## Conséquences
La Royale Navy perd deux navires et leurs équipages.
1. ↑  Jean-Claude Castex, Dictionnaire des batailles navales franco anglaises, Les éditions du Phare-Ouest, 2012, 423 p. (ISBN 978-2-921668-19-4, lire en ligne), p. 192